# محوطه میرقلعه سی
محوطه میرقلعه سی مربوط به سده‌های اولیه دوران‌های تاریخی پس از اسلام - سدهٔ ۱ تا ۵ ه.ق است و در شهرستان مشگین‌شهر، بخش مرکزی، دهستان دشت، روستای میرکندی واقع شده و این اثر در تاریخ ۲۸ اسفند ۱۳۸۵ با شمارهٔ ثبت ۱۹۰۰۱ به‌عنوان یکی از آثار ملی ایران به ثبت رسیده است.